# Sharon Black
Sharon Lee Black (4 de abril de 1971) é uma ex-futebolista profissional australiana que atuava como meia.

## Carreira
Sharon Black representou a Seleção Australiana de Futebol Feminino, nas Olimpíadas de 2000. 